# 硫氧洛尔
硫氧洛尔（INN：sulfinalol）是一种β肾上腺素能受体拮抗剂。

## 合成
亚砜上的甲基具有足够的酸性以取代酚羟基。 

硫氧洛尔合成： R. E. Philion, (1978 to Sterling Drug), C.A. 90, 137468 (1979).

硫氧洛尔（一种复合α-和β-阻滞剂）的制备始于将酚羟基保护为其苯甲酸酯。随后将其溴化，然后与4-(4-甲氧基苯基)丁-2-胺缩合，得到氨基酮 (3)。连续催化还原和皂化，可得到氨基醇 (4)。用偏高碘酸盐等试剂将硫化物氧化为亚砜，便可制得硫氧洛尔。